# Rio Guaribas
O rio Guaribas é curso de água do estado do Piauí.  É afluente do rio Itaim e pertence à bacia do rio Parnaíba.

## Denominação
Não há registros que indiquem quando nem porque a escolha desse nome, mas, pode ser que haja alguma ligação com uma espécie de primata que supõe-se ter vivido no seu entorno. Contudo, não está relacionado ao município que fica no extremo sul do Piauí.

## Economia e História
Sua importância econômica se confunde com a histórica , pois, propiciou o povoamento da região e o surgimento de cidades, ao mesmo tempo que rendeu ao local o título de Baixões Agrícolas Piauienses, exemplificada pela produção de alho, uma exclusividade dessa parte do Estado, prática verificada até o final da década de 1980 no seu leito em plena zona urbana da cidade de Picos. Apesar de bastante degradado, o seu nome está presente em associações, empreendimentos comerciais, rede hoteleira e até emissora de rádio, justificando-o como elemento do cotidiano de picoenses e de seus visitantes.

## Geografia
Nasce na Serra das Almas, no município de Pio IX, próximo à divisa com o estado do Ceará, a 600 metros de altitude. A Bacia do Rio Guaribas envolve os municípios de Bocaina, Sussuapara, Picos, Pio IX, Monsenhor Hipólito, Alagoinha do Piauí, Francico Santos, Santo Antônio de Lisboa, São José do Piauí, São Julião e Fronteiras, totalizando cerca de 209,2 km de comprimento. Possui os afluentes Cana Brava e Pitombeiras, pela margem direita e Grotão, Riachão e São João, pela margem esquerda. Uma característica peculiar deste rio é o direcionamento de suas águas que, ao contrário do que ocorre com os outros rios piauienses, que correm no sentido sul-norte, este faz o caminho inverso.

## Clima
Típico da região semi-árida nordestina, é do tipo intermitente, ou seja, fica seco a maior parte do ano. A região sudeste do estado, onde está localizado é caracterizada pela irregularidade das chuvas, resumindo sua distribição a apenas três meses do ano.
O semi-árido compreende um conjunto de unidades geoambientais, com ocorrência de diferentes tipos de vegetação. No caso específico do Vale do Guaribas, predomina o bioma Caatinga. A vegetação é uma expressão do clima, bem como de outros fatores geoambientais representados pelo relevo, pelo material de origem e pelos organismos, numa interação que ocorre ao longo do tempo e resulta, também, na determinação de todo o quadro natural. De modo geral, o território a que faz parte apresenta um revestimento baixo de vegetação arbustivo-arbórea ou arbóreo-arbustiva, e muito raramente arbórea, comportando folhas miúdas e hastes espinhentas adaptadas para conter os efeitos de uma evapotranspiração muito intensa.
A temperatura mantém uma certa regularidade, já que a quase totalidade da área é submetida a médias térmicas superiores a 18 ºC, com a temperatura média do mês mais quente sendo menos 5 ºC mais alta do que o mês menos quente, configurando clima quente ou megatérmico do tipo isotérmico. As precipitações, no entanto, mesmo na área submetida à semi-aridez, exibem quadros muito variados.
Além das vulnerabilidades climáticas do semi-árido, grande parte dos solos encontra-se degradada. Dados do IBGE, já em de 1994, afirmavam que 54% do bioma caatinga, com vegetação característica do semi-árido, encontrava-se em elevado estágio de antropização. Como conseqüência, restringem-se os recursos hídricos, caminhando para a insuficiência e apresentando elevados índices de poluição, como verificado no rio Guaribas, o que torna a situação ainda mais séria, em virtude de a água ser fator crítico do semi-árido: primeiro, porque é o limitador da ocupação humana; e, segundo, porque é inibidor das atividades produtivas.
As precipitações anuais estão entre 400 mm e 800 mm, variando, também, as épocas de início e de fim da estação chuvosa.
Outra característica marcante do regime de chuvas na área é a grande variação que se manifesta tanto na distribuição das precipitações
ao longo da estação chuvosa como nos totais anuais de precipitação entre diferentes anos em uma mesma localidade ao longo da história.

## Reservatório
Nesse rio se encontra a Barragem de Bocaina, que fica no município homônimo, um dos maiores reservatórios de água doce do Estado. Contudo, a finalidade dos cerca de 100 milhões de metros cúbicos desse reservatório se restringia ao lazer de banhistas e de usuários de veículos náuticos e só a pouco tempo passou a contar com a produção de peixes a partir da criação de uma cooperativa. Ainda assim, é necessária a construção de uma adutora para que se cumpra o projeto original que é prover água de qualidade às pessoas, animais e vegetais.

## Problemas
Picos é a maior cidade banhada pelo Rio Guaribas, sendo a terceira maior do Estado do Piauí. É nesse ponto que o rio Guaribas é atingido por diversos problemas como despejo de esgoto residencial e hospitalar sem tratamento, deposição de lixo, derrubada da mata ciliar e ocupação desordenada do seu leito, gerando problemas como assoreamento, alagamentos, transmissão de doenças, aceleração da evaporação do espelho de água e superaquecimento das áreas mais densamente povoadas.